# لیلان
لِیلان، شهری در بخش مرکزی شهرستان لیلان در استان آذربایجان شرقی ایران است. این شهر، مرکز شهرستان لیلان است.
این شهر در ۲۰ کیلومتری جنوب‌شرق شهر ملکان، ۱۶۳ کیلومتری جنوب‌غرب شهر تبریز و ۶۷۸ کیلومتری شمال‌غرب شهر تهران واقع شده‌است.

## تاریخچه
شهر باستانی لیلان که پس از اسلام به‌عنوان یکی از بزرگ‌ترین و مهم‌ترین شهرهای آذربایجان مطرح می‌شد، بر اثر زلزله‌ها، سیل‌ها و سایر بلایای طبیعی از بین رفته‌است و امروزه تنها شهری متروکه در معرض دید قرار دارد. در سال‌های اخیر هم با توجه به باستانی بودن منطقه، کاوشگران و مورخان بسیاری در محل شهر باستانی لیلان مشغول به تحقیق و جستجو شده‌اند. این خود عاملی برای جذب جمعیت در این شهر شده‌است، تا جایی که علاوه بر این که تعداد بسیاری از اهالی به سایر نقاط کوچیدند، مهاجرانی نیز از روستاهای مجاور وارد این روستا شدند. تا این‌که در سال ۱۳۷۴ خورشیدی بر اساس آمارهای جمعیتی که جمعیت آن بیش از ۵٬۰۰۰ نفر برآورد شده بود و با توجه به باستانی بودن منطقه، لیلان به شهر تبدیل شد. امروزه لیلان پیش‌رفت‌هایی را متحمل شده‌است و در واقع لیلان امروزی، وارث آن شهر باستانی است.
شهر شیز اقامتگاه تابستانی خسرو پرویز ظاهراً در نواحی دریاچه ارومیه در سر راه مراغه و تبریز در نزدیکی لیلان بوده‌است. گویند در نزدیکی آن چشمهٔ نفتی بوده که آتشکده آذرگشسپ بواسطهٔ آن روشن می‌شده‌است در دوره ساسانی معمولاً یکی از مرزبانان را به حکومت آذربایجان می‌گماردند. در اواخر آن دوره حکومت آذربایجان در دست خاندان (فرخ هرمزد) بود؛ و پایتخت آن (شیز) یا (گنزب) نام داشت که مطابق با ویرانه‌های لیلان در جنوب شرقی دریاچه ارومیه گزارش شده‌است. .
کشف ۲۳ سکه طلا متعلق به دوران بیزانس در آذربایجان شرقی
به گزارش گروه فرهنگی آنا و به نقل از روابط عمومی میراث فرهنگی، صنایع دستی و گردشگری آذربایجان شرقی، فرزین حق‌پرست مدیرکل میراث فرهنگی این اداره کل گفت: «در جریان سامان‌دهی منطقه تاریخی لیلان از شهرستان ملکان و با تلاش و پیگیری‌های مجدانه متخصصان باستان‌شناس این اداره کل، این سکه‌ها کشف شده‌است.»
حق‌پرست یادآور شد: «این سکه‌های بیزانسی، از جنس طلا هستند و حدود دو برابر سکه بهار آزادی وزن دارند و کشف این سکه‌ها گمانه‌زنی‌ها دربارهٔ مکان شهر تاریخی «شیز» را به یقین نزدیک‌تر می‌کند.»
وی همچنین گفت: «شهر تاریخی شیز متعلق به دوران تاریخی ساسانی است، اما باستان‌شناسان در مورد محل قطعی آن اتفاق نظر ندارند، لذا کشف این سکه‌ها به احتمال وجودِ شهر تاریخی شیز در لیلان اعتبار بیشتری می‌بخشد.»
وی ادامه داد: «برای پی‌بردن به جزئیات بیشتر در مورد سکه‌ها مطالعات و تحقیقات تکمیلی توسط باستان‌شناسان در حال انجام است.»
حق‌پرست با اشاره به تلاش‌های مستمر باستان‌شناسان اداره کل، خاطرنشان کرد: «همکاران باستان‌شناس اداره کل میراث فرهنگی، صنایع دستی و گردشگری آذربایجان شرقی طی بررسی‌های باستان‌شناسی خود از منطقه به این سکه‌ها رسیده‌اند.»

## جغرافیا
شهر لیلان در ناحیهٔ جنوب شرقی دریاچه ارومیه و در منطقه‌ای حاصل‌خیز و پرآب پدید آمده‌است. آب و هوای این شهر در بیش‌تر ماه‌های سال سرد است و تنها در اواخر فصل بهار و اوایل فصل تابستان از شدت سرمای آن کاسته می‌شود. رودخانهٔ فصلی لیلان‌چای، از دامنه‌های کوه سهند سرچشمه می‌گیرد و پس از گذشتن از شهر خراجو و تعدادی روستا، از ضلع جنوب شرقی شهر لیلان عبور می‌کند و سپس به دریاچه ارومیه می‌ریزد.

## جاذبه‌های گردشگری
حدود ۴۶ تپه لیلان در فهرست آثار ملی به ثبت رسیده‌است که قدمت آن‌ها مربوط به دوره اشکانی - ساسانی می‌باشد.
این تپه‌های تاریخی شامل موارد زیر می‌باشند:
|                    | به موقعیت جغرافیایی                 | شماره |
| ------------------ | ----------------------------------- | ----- |
| "تپه جمشید»        | غرب شهر لیلان                       | ۲۲۵۶۶ |
| «تپه زمان»         | ۸۰۰ متری جنوب شهر لیلان             | ۲۲۵۶۷ |
| «قره تپه»          | ۲ کیلومتری جنوب قلعه بختک           | ۲۲۵۶۸ |
| «تپه لیلان ۲»      | ۱ کیلومتری ضلع جنوب غربی شهر لیلان  | ۲۲۵۶۹ |
| «تپه چوپان ۱»      | ۵۰۰ متری ضلع جنوبی شهر لیلان        | ۲۲۵۷۰ |
| «تپه قبرستان گالا» | شرق قلعه بختک                       | ۲۲۵۷۱ |
| «قره تپه کوراماز»  | دهستان لیلان جنوبی                  | ۲۲۵۷۲ |
| «احمه تپه»         | چسبیده به ضلع جنوبی شهر لیلان       | ۲۲۵۷۳ |
| «قوشاتپه»          | یک کیلومتری ضلع جنوب غربی شهر لیلان | ۲۲۵۷۴ |
| «تپه حاج فتح‌الله»  | ۵۰۰متری جنوب غربی شهر لیلان         | ۲۲۵۷۵ |
| «قره تپه»          | ۲۵۰متری جنوب غربی شهر لیلان         | ۲۲۵۸۰ |
| «تپه اسماعیل»      | یک کیلومتری ضلع جنوب غربی شهر لیلان | ۲۲۵۸۱ |
| «قره تپه»          | ۵۰۰ متری جنوب غربی شهر لیلان        | ۲۲۵۹۴ |
| «قره تپه ۲»        | جنوب قلعه بختک                      | ۲۲۵۹۵ |
| «تپه خان»          | شرق قلعه بختک                       | ۲۲۵۹۶ |
| «تپه لیلان ۱»      | یک کیلومتری جنوب غربی شهر لیلان     | ۲۲۵۹۷ |

### محوطه قلعه بختک
پس از بررسی‌های سطحی محوطه قلعه بختک لیلان محوطه حدود ۱۶۰ هکتار می‌باشد. ۲۴ تپه در این محوطه بررسی که بیشترین آن‌ها در جبهه شر قی محوطه قرارگرفته‌اند. مهم‌ترین این تپه‌ها عبارتند از تپه الله قلی – تپه چمن که تپه‌های پیش از تاریخ می‌باشند و از اهمیت بسزائی برخوردار می‌باشند و قدمت آن‌ها به هزاره دوم پیش از میلاد می‌رسد. اعتبار این محوطه به دوران اشکانی نیز می‌رسد و در دوره ساسانیان نیز از اعتبار و اهمیت بسزائی برخوردار می‌شود و از قرون اسلامی تا دوران ایلخانی نیز اعتبار و اهمیت تاریخی خود را حفظ نموده‌است. علاوه بر تپه‌های یاد شده در ارتفاعات شرقی لیلان مکان‌های استقراری نظامی نیز بچشم می‌خورد.
قلعه بختک واقع در ورودی شهر لیلان می‌باشد. این قلعه در سال ۱۳۷۹ با شماره ۲۷۸۰ در فهرست آثار ملی ایران به ثبت رسیده‌است. این قلعه در سال‌های قبل توسط بسیاری از باستان شناسان ایرانی و خارجی مورد بررسی و بازدید قرار گرفته‌است و در مورد قدمت و پیشینه تاریخی آن، مطالبی را ارائه نموده‌اند. آثار بررسی سطحی قلعه حاکی از قدمت پیش از تاریخ تا دوره اسلامی بوده و عمدتاً آثار دوره ساسانی و اشکانی در آن به چشم می‌خورد. در سال ۱۳۸۶ در اولین اقدام عملی، نقشه محدوده قلعه و نیز عکس ماهواره ای محوطه تهیه شد. یکی از مهم‌ترین کارهایی که طی سال جاری در محدوده قلعه بختک انجام شد، شناسایی و بررسی باستان‌شناسی تپه‌های اقماری و محدوده قلعه بختک بوده، با توجه به نوشته‌هایی که در گزارشات باستان‌شناسی در مورد قلعه بختک آمده‌است، تعداد تپه‌هایی را که در ارتباط هٔ هٔ؟ عه و در حوزه فرهنگی آن آمده‌است، هیئت بررسی در سال جاری تعداد ۴۶ تپه از حوزه فرهنگی قلعه را شناسایی کرده و پرونده‌های ثبتی آن‌ها تهیه شده و در فهرست آثار ملی ایران به ثبت رسید. همچنین حریم و محدوده قلعه در سال جاری به صورت شبکه بندی شده نمونه برداری سفالی شده تا در مورد قدمت و مسائل پژوهشی آن کمکی به باستان شناسان نموده باشد.

## مردم‌شناسی
مردم این شهر به زبان ترکی آذربایجانی سخن می‌گویند و پیرو دین اسلام مذهب شیعه دوازده امامی هستند.
شغل بیشتر مردم این شهر پیمانکاری، کشاورزی و باغداری است.

## جمعیت
بر پایه سرشماری عمومی نفوس و مسکن در سال ۱۳۹۵، جمعیت شهر لیلان برابر با ۶٬۳۵۶ نفر (۱٬۹۴۳ خانوار) بوده‌است.